# Herreranthus
Herreranthus là một chi thực vật có hoa trong họ Cúc (Asteraceae).

## Loài
Chi Herreranthus gồm các loài: